# Alexander Wolfrum

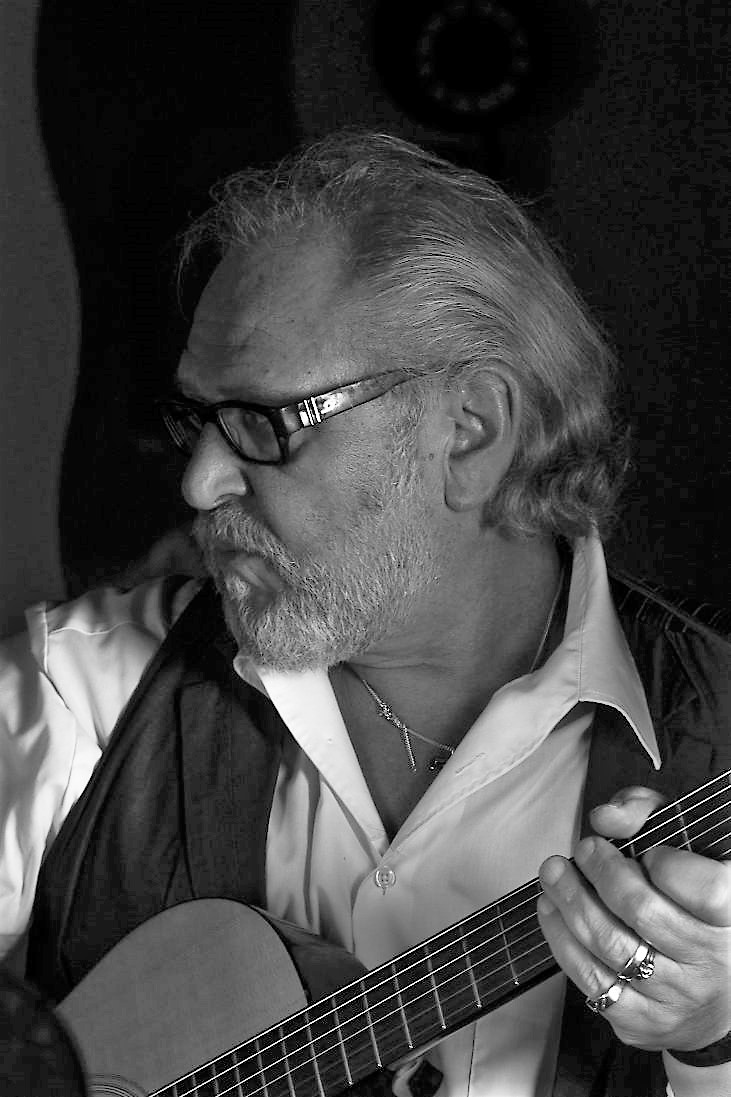
Sandy Wolfrum (2017)

Alexander "Sandy" Wolfrum (* 1958 in Bayreuth) ist ein deutscher Gitarrist, Sänger, Komponist und Liedtexter.

## Leben
Im Jahr 1979 gründete Alexander Wolfrum sein erstes Duo „Andy & Sandy“ (Hausmann und Wolfrum). Seinen ersten bezahlten Auftritt hatte er 1980 in Bayreuth in einer Studentenkneipe. Bei dem Folkfestival in Schnabelwaid lernte er 1981 den Münchner Sänger und Gitarristen Robert Wachsmann kennen. Robert Wachsmann holte den Nürnberger Bassisten Hanzie Scharrer dazu, Wolfrum befreundete Musiker aus Bayreuth. Daraus entstand die Gruppe Feelsaitig. Das Konzept waren eigene Songs in Deutsch, Mundart und Englisch. Feelsaitig gewannen Preise und spielten unter anderem zwei Konzerte im Moskauer Kulturpalast und nahmen zwei Mal an den „Songs an einem Sommerabend“ teil. Bis zu ihrem Ende 2007 veröffentlichte sie neun Studio-Alben und vier Live-Alben.
Zwischendurch und seitdem trat Wolfrum auch solo auf und veröffentlichte 6 Soloalben. Auf der Bühne benötigt Wolfrum für seine bis zu 40 Konzerte im Jahr nur seine Gitarre und seine Stimme.
1994 gründete Wolfrum das „Festival der Liedermacher“ in Bayreuth, bei dem u. a. Georg Danzer, Hannes Wader, Colin Wilkie, Bettina Wegner, Reiner Rumpf, Konstantin Wecker, Werner Lämmerhirt, Günter Stössel, Ulrike Grigat auftraten. Er leitet außerdem das Projekt Donaumusik. Mit Reinhard Mey, Haindling, Joana, Wibke Hott und John Pearse hat er eine Benefiz-CD für den Erhalt der freifließenden Donau produziert.
Sein Album „Diese Sucht heißt Leben“ wurde 2022 für den Preis der deutschen Schallplattenkritik nominiert.

## Diskografie
Als Solist
- 1998: Text und Musik (mit Günter Reiß)
- 1998: Mein richtiger Name ist Alexander
- 2001: Feelsaitig wie das Leben
- 2003: Fränkische Lieder
- 2005: Wir bauen ein Haus (für alle Kinder dieser Welt)
- 2007: Sie nennen mich Sandy, Bruno Records (Media Arte)
- 2009: Zammgrazzich  - live – (mit Günter Stössel)
- 2010: Dschäng Bäng  - live – (mit Günter Stössel)
- 2010: Hauptsach’ unterwegs – live -  (mit Reiner Rumpf), Bruno Records (Media Arte)
- 2010: Es bleibt dabei, Intraton
- 2010: Die Brille in den Stiefeln – live, Intraton
- 2013: Da steckt Wolfrum drin
- 2014: Monologe Für Zwei (Duette und Duelle)
- 2016: Fairness
- 2018: Zehnundfünfzig
- 2022: Diese Sucht heißt Leben
- 2023: Sandy plus

Mit  Feelsaitig
- 1983: Feelsaitig (wiederveröffentlicht 2014)
- 1985: Folkpiggings (wiederveröffentlicht 2015)
- 1985: Weihnachtslied
- 1987: Des hältzt ja net aus
- 1991: Äpfl
- 1993: Bruno’s Birthday Album   (Best of...)
- 1993: Einmal Bühne und zurück!-live
- 1994: Flower Power
- 1995: Hymne
- 1997: Die Feelsaitig sind ja sou fouwl  (Best of...)
- 1998: Sweet ugly fifteen
- 1999: Little Hands (feat. Ulrike Grigat)
- 2000: Mega live now
- 2002: Gold (Best of…)
- 2004: Jubiläumskonzert
- 2008: Ein viertel Jahrhundert

Mit The Travelling Feelsaitig Brothers
- 2013: Rocking the campfire